# Papa ou Maman 2
Papa ou Maman 2 è un film del 2016 diretto da Martin Bourboulon e sceneggiato da Matthieu Delaporte e Alexandre de La Patellière in collaborazione con Marina Foïs e Laurent Lafitte, anche protagonisti del film, e lo stesso Bourboulon.
È il seguito di Papa ou Maman (2015).

## Accoglienza
Il film ha incassato l'equivalente di 9,7 milioni di dollari al botteghino francese.